# Bound for Glory 2016
Bound for Glory 2016 è stata la dodicesima edizione edizione dell'omonimo pay-per-view di wrestling prodotto dalla Total Nonstop Action. L'evento si è svolto il 2 ottobre 2016 nella Impact Zone di Orlando (Florida).

## Evento
Nella stessa serata ha avuto luogo la cerimonia per l'inserimento di Gail Kim nella TNA Hall of Fame.

## Risultati
| # | Match                                                                                            | Stipulazione                                                    | Tempo |
| - | ------------------------------------------------------------------------------------------------ | --------------------------------------------------------------- | ----- |
| 1 | Jade ha vinto eliminando per ultima Sienna                                                       | Seven-woman gauntlet match                                      | 06:54 |
| 2 | DJZ (c) ha sconfitto Trevor Lee                                                                  | Single match per il TNA X Division Championship                 | 11:12 |
| 3 | Eli Drake ha vinto eliminando per ultimo Tyrus                                                   | Ten-man gauntlet match                                          | 15:19 |
| 4 | Moose ha sconfitto Mike Bennett                                                                  | Single match                                                    | 10:09 |
| 5 | Aaron Rex ha sconfitto Eddie Edwards                                                             | Single match per il TNA Grand Championship                      | 15:00 |
| 6 | Broken Matt e Brother Nero (con Reb Sky) hanno sconfitto Abyss e Crazzy Steve (c) (con Rosemary) | The Great War per il TNA World Tag Team Championship            | 22:28 |
| 7 | Gail Kim ha sconfitto Maria Kanellis (c) (con Allie e Mike Bennett)                              | Single match per il TNA Knockouts Championship                  | 05:19 |
| 8 | Lashley (c) ha sconfitto Ethan Carter III                                                        | No holds barred match per il TNA World Heavyweight Championship | 16:11 |

### Gauntlet match
Lo svolgimento del match prevede un'estrazione del nome del lottatore ed il conseguente inserimento sul ring, mentre l'ordine di eliminazione corrisponde a quando il lottatore viene buttato fuori dal ring stesso.
| Estratto | Entrante       | Ordine    | Eliminato da   | Tempo     |
| -------- | -------------- | --------- | -------------- | --------- |
| 1        | Jessie Godderz | 8         | Eli Drake      | 15:19     |
| 2        | Rockstar Spud  | 6         | Tyrus          | 12:17     |
| 3        | Braxton Sutter | 1         | Eli Drake      | 02:06     |
| 4        | Eli Drake      | Vincitore | Vincitore      | Vincitore |
| 5        | Robbie E       | 4         | Baron Dax      | 06:10     |
| 6        | Baron Dax      | 5         | Jessie Godderz | 04:25     |
| 7        | Grado          | 2         | Rockstar Spud  | 00:04     |
| 8        | Basile Baraka  | 3         | Robbie E       | 01:18     |
| 9        | Tyrus          | 9         | Eli Drake      | 04:13     |
| 10       | Mahabali Shera | 7         | Eli Drake      | 01:01     |

| Estratto | Entrante        | Ordine     | Eliminato da    | Tempo      |
| -------- | --------------- | ---------- | --------------- | ---------- |
| 1        | Jade            | 2          | Marti Bell      | 07:29      |
| 2        | Laurel Van Ness | 5          | Gail Kim        | 08:39      |
| 3        | Sienna          | 6          | Gail Kim        | 09:28      |
| 4        | Gail Kim        | Vincitrice | Vincitrice      | Vincitrice |
| 5        | Marti Bell      | 3          | Laurel Van Ness | 04:19      |
| 6        | Raquel          | 4          | Sienna          | 04:20      |
| 7        | Madison Rayne   | 1          | Laurel Van Ness | 01:23      |